# Fuente de origen de un río

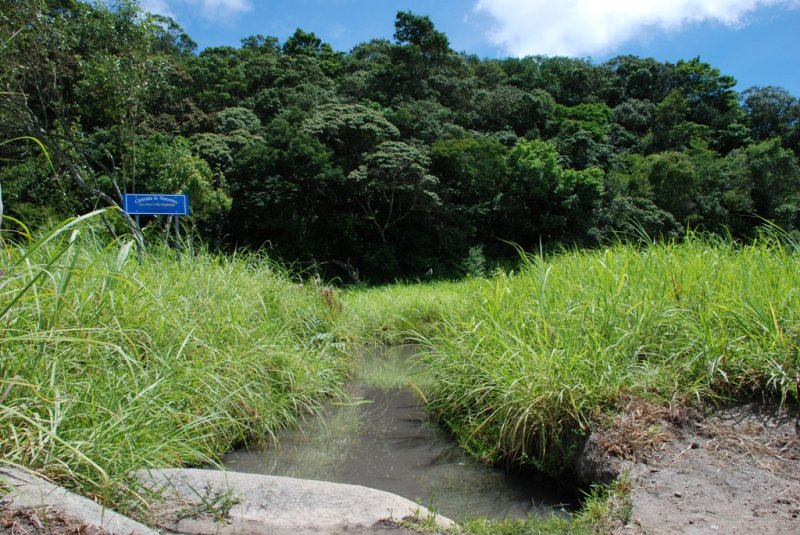
Nacimiento del río Capibaribe, en Brasil

La fuente de origen, punto de nacimiento, curso alto o cabecera de un río o arroyo es el lugar a partir del cual el agua empieza a brotar. Se trata del punto más alejado de la corriente del río partiendo de su desembocadura o de su confluencia con otro río o arroyo. Cuando más de una fuente alimenta un río, lo más habitual es considerar la más alta como su fuente. La más lejana suele ser llamada corriente de cabecera.
Según las características geológicas o topográficas del lugar, la corriente puede empezar en un salto de agua, un lago, un pantano, un manantial, un colmillo (ullal) o un glaciar. La mayor parte de los ríos tienen su origen en lugares donde las aguas subterráneas salen a la superficie.

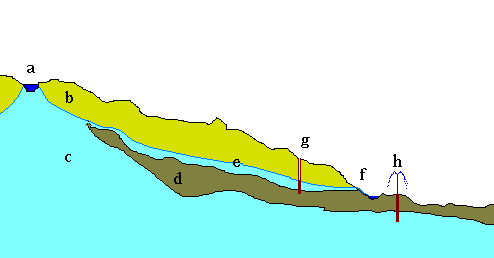
Tipos de acuíferos.

Desde el punto de vista de su conformación se pueden distinguir los acuíferos libres y los acuíferos confinados.
- En la figura de al lado se ilustran los dos tipos de acuíferos:
  - Río o lago (a), en este caso es la fuente de recarga de ambos acuíferos.
  - Suelo poroso no saturado (b).
  - Suelo poroso saturado (c), en el que hay una camada de terreno impermeable (d), formado, por ejemplo, por arcilla. Este estrato impermeable confina el acuífero en cotas inferiores.
  - Suelo impermeable (d).
  - Acuífero no confinado (e).
  - Fuente (f);
  - Pozo que capta agua del acuífero no confinado (g).
  - Pozo que llega al acuífero confinado; a menudo el agua brota como en un manantial o fuente, llamado pozo artesiano (h).

El nacimiento del río de Er (afluente del Segre) se conoce como el Aiguaneix.
Ejemplos de ríos que nacen de formas distintas:
- Zonas abruptas: en un salto de agua, como el río Mundo en la provincia de Albacete (España).
- Llanuras: en un pantano, como el río Volga, que nace en la meseta de Valdái (Rusia).
- De un lago: como el río Misisipi-Misuri (Estados Unidos), que nace en el lago Itasca, con un colmillo o manantial en su fondo; también hay ríos que nacen en lagos donde se acumula el agua de ríos más pequeños, como el lago Victoria (ubicado entre Uganda, Tanzania y Kenia), donde tradicionalmente se considera que nace el río Nilo, pero que en realidad es una zona de acumulación donde desembocan diferentes ríos menores.
- El río Ródano, que corre entre Suiza y Francia, es un río que nace dentro de un glaciar.